# Aeroporto di Aracaju-Santa Maria
L'Aeroporto di Aracaju-Santa Maria (IATA: AJU, ICAO: SBAR), conosciuto anche con il nome commerciale di Aeroporto di Aracaju, è un aeroporto brasiliano situato nello Stato di Sergipe a 8 chilometri dalla capitale Aracaju, sulle sponde dell'Oceano Atlantico.
La struttura, operativa 24 ore al giorno, è posta a un'altitudine di 7 m s.l.m. ed è dotata di un'unica pista in asfalto orientata 11/29 e lunga 2 200 m e larga 45. Fu inaugurata il 30 ottobre 1952 ed è particolarmente attivo grazie al flusso di lavoro e turistico prodotto dalla vicina città di Aracaju. Importante la funzione di eliporto svolta a favore dei lavoratori che affollano le numerose piattaforme petrolifere lungo le coste del Sergipe e dell'Alagoas.